# William Slade
William Slade (11. maj 1873 – 30. september 1941) var en britisk tovtrækker som deltog i OL 1908 i London.
Slade vandt en bronzemedalje i tovtrækning under OL 1908 i London. Han var med på det britiske hold Metropolitan Police "K" Division som kom på en tredjeplads.